# Efraín Calderón Lara
Efraín Calderón Lara, apodado "El Charras", (Hopelchén, Campeche, 13 de noviembre de 1947 - Mérida, 14 de febrero de 1974) fue un estudiante de leyes, inscrito en la Escuela de Jurisprudencia de la Universidad Autónoma de Yucatán asesinado por la policía de Yucatán por su activismo político.

## Trayectoria política
Víctor Cervera Pacheco tomó la alcaldía de en enero de 1971 y había tenido agrias disputas con el entonces gobernador Carlos Loret de Mola Mediz. Cervera en 1973 se postula para diputado federal y queda como sustituto en la alcaldía Wilbert Chi Góngora, quien siguió las hostilidades contra el gobierno estatal. Luis Echeverría Álvarez era presidente de México.
Para esa época Calderón asesoró, formó y apoyó sindicatos principalmente de conductores de autobuses y del ramo de la construcción independientes de los afiliados a las autoridades gubernamentales que estaban bajo el control de la CTM (la cual estaba liderada por Fidel Velázquez), con el fin de satisfacer sus demandas laborales.

## Su asesinato
Loret de Mola veía una posible intervención de Cervera, Echeverría y diversas figuras de la política dentro de varios movimientos políticos, obreros y estudiantiles (incluidos los apoyados Calderón) como una maquinación para derribarlo de la gubernatura.
Calderón fue secuestrado a mano armada el 13 de febrero de 1974 al parecer por motivo de sus actividades político-sindicales lo que origina una revuelta estudiantil. El día 18 del mismo mes el Diario de Yucatán informa que es encontrado su cadáver con señales de tortura y una herida de arma de fuego en la cabeza, y abandonado en la carretera Carrillo Puerto-Chetumal (Quintana Roo).
Se han señalado a varios implicados en el crimen:
- Uno de los acusados fue Loret de Mola, ya que algunas versiones apuntan que fue torturado y privado de la vida en la casa del gobernador por agentes de la policía yucateca.
- Otro de ellos fue el presidente Echeverría, ante la agitación estudiantil que se había vivido recientemente.
- También han sido implicados empresarios yucatecos (principalmente de la industria de la construcción) por tratar de disputarles el control de sus obreros, habiendo dinero de por medio.

## Repercusiones
Al ser del conocimiento público el homicidio de Caldéron se desató una gran agitación estudiantil y sindical en su momento por quienes simpatizaban con su tendencia política, causando disturbios callejeros diversos.
Los funerales se realizaron el día 20 de febrero y el 14 de marzo el gobernador informa que los culpables del homicidio fueron el director de seguridad pública José Felipe Gamboa Gamboa, el subdirector Carlos Manuel Chan y 5 de sus subalternos.
Su muerte ha servido de bandera a diversas agrupaciones políticas y sindicales, principalmente de la izquierda política (misma tendencia que tenía Calderón), y se han sumado a diversos asesinatos, secuestros y desapariciones atribuidas a las diversas figuras políticas que gobernaban en aquella época.
El teatro de la Universidad de Yucatán fue bautizado en esa época con el nombre de "Efraín Calderón" (sin embargo luego fue cambiado por el de "Felipe Carrillo Puerto").
Existe un libro llamado "Confesiones de un gobernador" publicado por el mismo Loret de Mola quien da su propia versión de los hechos: la intervención del presidente Luis Echeverría y sus colaboradores políticos en sabotear su gobierno, el origen campechano de "El Charras", la supuesta relación del sindicalista con Cervera Pacheco en un posible intento para derrocarlo de gubernatura junto con la ayuda de otros líderes políticos y sindicalistas de ese entonces. También existen contadas publicaciones cómo "El gobierno de Loret y el asesinato del 'Charras': cómo pudo el gobernador controlar la prensa?" de Pedro Echeverría V. en 1999.